# Onaga (Kansas)
Onaga è un comune degli Stati Uniti d'America, situato nello Stato del Kansas, nella contea di Pottawatomie.